# برزرکر

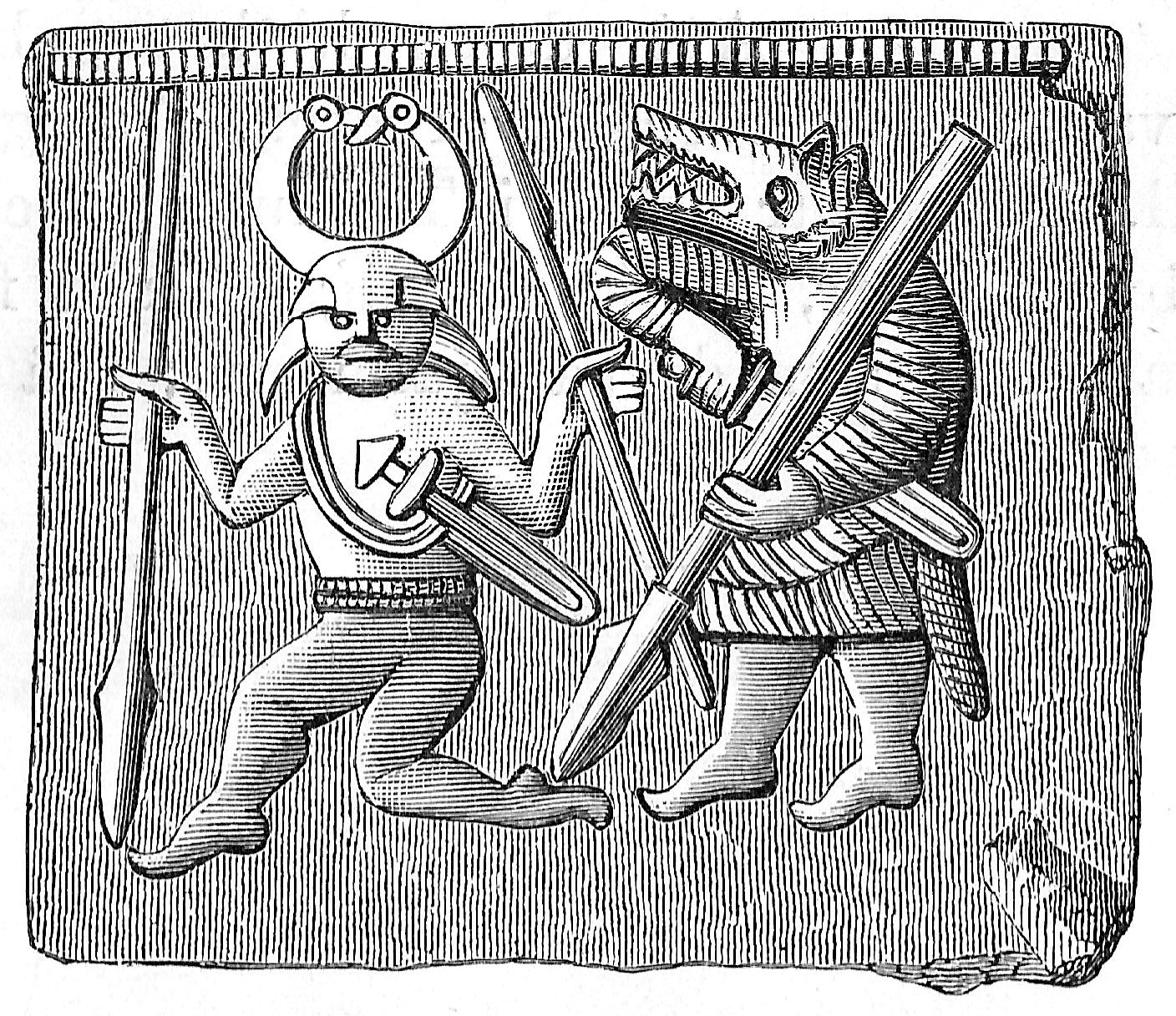
لوح برنزی از دوران وندل، یافته‌شده در اولاند سوئد.

برزرکر (Berserker) یا برزرک (berserk) (به معنی خرسینه‌پوش) جنگاوران ژرمنی بودند که از آن‌ها عمدتاً در ادبیات نروژی قدیم یاد شده و به عنوان جنگجویانی لجام‌گسیخته و شوریده‌سر معروف بودند. این لقب ریشه واژه امروزی berserk در انگلیسی است که «دیوانه و شوریده» معنی می‌دهد.
بیشتر تاریخ‌نگاران بر این باورند که برزرکرها پیش از نبرد، خود را به حالت خشم و خلسه درمی‌آوردند و برخی نیز معتقدند که آن‌ها احتمالاً از خوردنی‌های مخدر استفاده می‌کرده‌اند.
آن‌ها برای ترساندن دیگران همیشه جامه‌ای از پوست خرس بر تن داشتند و نام برزرکر نیز از دو بخش ber (خرس) و serkr (پیراهن) تشکیل شده‌است. بنا بر روایت‌ها برزرکرها به هنگام نبرد عریان می‌شدند.

## آیین‌ها
برزرکرها پیش از نبرد به رقص و آواز گروهی می‌پرداختند و از این راه وجود خود را پر از خشم و کینه می‌کردند. این آیین به آن‌ها حس آسیب‌ناپذیر بودن می‌داد و آن‌ها با حس خوار شمردن مرگ به سوی نبرد می‌شتافتند. در این مراسم احتمالاً از مواد روان‌گردان هم‌چون قارچ مگس مخلوط با می‌انگبین نیز استفاده می‌شد تا فرد جنگجو در حین نبرد درد و زخم‌ها را حس نکند. برزرکرها اودین، ایزد برتر اساطیر نورس را می‌پرستیدند.
مراسم برزرکرها تداعی‌کننده آیین‌های رقص و آواز همراه با استفاده از مواد مخدر است که از آیین دیونیسوس تراکیه (و بنابراین ایران آن زمان) نشأت گرفته و به یونان باستان راه یافته‌بود. دولت‌های یونان (و بعداً روم که این آیین‌ها به آن امپراتوری راه یافت) هوادار نظم و منطق بودند و از ورود چنین آیینی به جامعه خود ابراز ناخرسندی می‌کردند.

## جنگجویان خرسینه پوش
بعضی از نویسندگان در این باورند که برزرکرها قدرت خود را از خرس و نژادی از خرس‌ها که در طی سالیان در نیمکرهٔ شمالی گسترده شده‌اند به دست آورده‌اند. برزرکرها به رغم توانایی مبارزهٔ خود آیین مذهبی خود را حفظ کرده بودند به طوری که در کتاب حماسه ای Svarfdæla saga  یک برزرکر که مبارزات تک نفرهٔ خود را برای جشن یول سه روز به تعویق انداخته بود.
همچنین به نظر می رسد کلاه گاردهای سلطنتی انگلستان و دانمارک و و کلاه‌های خرس مانند تقلیدی از این سمبل جنگجویان باشند